# Makka Umarowna Sagaipowa
Makka Umarowna Sagaipowa (russisch Макка Умаровна Сагаипова; * 14. Februar 1987 in Grosny, Tschetschenien) ist eine Sängerin und Tänzerin.

## Leben
Sagaipowa ist die Tochter eines Akkordeon-Spielers. Sie begann mit sechs Jahren zu singen und mit acht Jahren lernte sie bei der Gruppe Lowsar zu tanzen. Derzeit lebt die Tschetschenin in Moskau, wo sie an der Lomonossow-Universität Musikwissenschaften mit Schwerpunkt Jazz sowie Wirtschaftswissenschaften studiert.
Makka Sagaipowa hat bisher zwei Alben veröffentlicht.

## Alben
- Безам (Liebe)
- Со хьа йоI ю - Нохчичоь (Ich bin deine Tochter, Tschetschenien)

## Singles
- Даймохк (Vaterland)
- Ловзар (Spiel)
- Мавлид (Mawlid)
- Шийла мох (kalter Wind)
- Бабийн кIант (Mutters Sohn)
- Iаржи бIаргаш (Schwarze Augen)
- Денош (Tage)
- Sa Gat Del (Vermissen)
- Tsa Yoghitu (Sie lassen mich nicht weggehen)

| Personendaten    | Personendaten                                 |
| ---------------- | --------------------------------------------- |
| NAME             | Sagaipowa, Makka Umarowna                     |
| ALTERNATIVNAMEN  | Макка Умаровна Сагаипова                      |
| KURZBESCHREIBUNG | tschetschenische Sängerin und Lowsar-Tänzerin |
| GEBURTSDATUM     | 14. Februar 1987                              |
| GEBURTSORT       | Grosny, Tschetschenien, damals UdSSR          |